# Dione Anguiano Flores
Dione Anguiano Flores (Ciudad de México, 21 de junio de 1964) abogada y política mexicana, miembro del Partido de la Revolución Democrática, ha sido procuradora social del Distrito Federal, diputada local en la III y asambleísta en la VI Legislatura de la Asamblea Legislativa del Distrito Federal. Y fue jefa delegacional de Iztapalapa.

## Trayectoria
Es licenciada en Derecho egresada de la Facultad de Estudios Superiores Aragón de la Universidad Nacional Autónoma de México (1987). Inicia en la actividad política como miembro de la Unión por la Organización del Movimiento Estudiantil UPOME en 1983 y en 1989 participa como  fundadora y militante del Partido de la Revolución Democrática.
En 1983 se integra a la Unión por la Organización del Movimiento Estudiantil UPOME, en 1989 es partícipe en la fundación del Partido de la Revolución Democrática y se integra como militante; de 2000 a 2003 fue diputada local en la Asamblea Legislativa del Distrito Federal por el distrito XXV de Iztapalapa, de 2003 a 2007 fue directora del Instituto del Deporte del Distrito Federal, en 2007 fue nombrada directora general de Atención Integral al Estudiante de la Secretaría de Educación del Gobierno del Distrito Federal, en 2010 fundó el Movimiento de Equidad Social de Izquierda MESI; desde ese año y hasta 2012 estuvo al frente de la Procuraduría Social del Distrito Federal; en 2012 es electa diputada local en la VI Legislatura de la Asamblea Legislativa del Distrito Federal, y en las elecciones intermedias del Distrito Federal, fue elegida jefa delegacional en Iztapalapa por el PRD, PT y Nueva Alianza.

## Gobierno en Iztapalapa
Del 1 de octubre de 2015 al 30 de septiembre de 2018 gobernó la delegación Iztapalapa.
Durante su mandato busca promover el turismo en la delegación, tanto para acercar los atractivos de Iztapalapa a los propios iztapalapenses, como para invitar a habitantes de otras demarcaciones a pasear por el lugar.
Una de sus principales iniciativas, es la inauguración de la Ruta dos del Iztapabús, que, de manera gratuita, lleva en recorridos turísticos por el centro delegacional y por el Cerro de la Estrella.